# Hawiz, vojvotkinja Bretanje
Hawiz od Rennesa (? – 19. kolovoza 1072.) bila je bretonska vojvotkinja. Pripadnica kuće Rennes, Hawiz je bila kći Alana III., bretonskog vojvode i njegove supruge Berte od Bloisa. Hawizin je brat bio Konan II. Bretonski, otrovan 11. prosinca 1066. godine.
Hawiz je naslijedila brata Konana te se udala za Hoëla, koji je držao vlast jure uxoris. Hawiz je dobila sinove, Alana IV. Bretonskog (umro 1119.) i Mateja II., grofa Nantesa.
1. ↑  Bretonski Hawiz Breizh, francuski Havoise
2. ↑  Hawiz je bila nazvana po Alanovoj majci, vojvotkinji Hawise Normanskoj. Preko majke, Hawiz je bila unuka grofa Bloisa.